# Österreichische Zentralbibliothek für Physik & Fachbereichsbibliothek Chemie
Die Österreichische Zentralbibliothek für Physik & Fachbereichsbibliothek Chemie ist Österreichs größte wissenschaftliche Schwerpunktbibliothek für Physik und Randgebiete. Sie befindet sich im räumlichen Verbund mit der Fakultät für Physik der Universität Wien in der Boltzmanngasse in Alsergrund (9. Bezirk).

## Geschichte
Die Geschichte der Österreichischen Zentralbibliothek für Physik reicht bis ins 19. Jahrhundert zurück. Die erste Anschaffung physikalischer Fachliteratur erfolgte im Jahre 1850 durch Christian Doppler, den ersten Vorstand des 1850 gegründeten k.k. Physikalischen Instituts der Universität Wien. Aber auch die Bestände des von Josef Loschmidt geleiteten Physikalisch-Chemischen Laboratoriums sowie einige Einzelwerke aus der Anfangszeit des Physikalischen Cabinets und Zeitschriften aus späteren Jahren sind erhalten geblieben. Bei der Neueinteilung der Physikalischen Institute der Universität Wien im Jahre 1920 wurden die Bibliotheken der drei Institute zu einer Zentralbibliothek vereinigt, welche von einer Bibliothekskommission, bestehend aus den Vorständen der Institute, verwaltet wurde.
Am 1. Jänner 1946 gründete Robert Chorherr die Zentralbibliothek der Physikalischen Institute der Universität Wien. Die Zentralbibliothek für Physik in Wien wurde dann mit Wirkung vom 1. Jänner 1980 als erste interuniversitäre, besondere Universitätseinrichtung nach dem Universitäts-Organisationsgesetz 1975 (UOG 1975) errichtet. Im Jahr 2000 wurde die rechtliche Basis der Bibliothek in Einklang mit den Bestimmungen des Universitäts-Organisationsgesetzes 1993 (UOG 1993) gebracht und es erfolgte eine Umbenennung in „Österreichische Zentralbibliothek für Physik“. Seit 1. Jänner 2004 ist die Bibliothek Teil der Universitätsbibliothek der Universität Wien. Von 1977 bis zum Jahr 2007 wurde die Österreichische Zentralbibliothek für Physik von Wolfgang Kerber geleitet. Im Jahr 2008 übernahm Brigitte Kromp die Leitung der Bibliothek. 2012 wurde die Österreichische Zentralbibliothek für Physik mit der Fachbereichsbibliothek Chemie der Universität Wien zur Österreichischen Zentralbibliothek für Physik & Fachbereichsbibliothek Chemie zusammengeführt.

## Aufgaben
Der Österreichischen Zentralbibliothek für Physik obliegt die Beschaffung, Erschließung und Bereitstellung der Literatur und sonstiger Informationsträger auf dem Gebiet der Physik und ihrer Grenzgebiete in möglichster Vollständigkeit. Besondere Bedeutung wird dabei der schwer beschaffbaren Literatur (Tagungsberichte, Reports, Preprints, Dissertationen u. dgl.) beigemessen. Die Bibliothek stellt die fachliche Literaturversorgung der universitären Forschung und Lehre, der Industrie und der interessierten Öffentlichkeit sicher. Zudem ist sie „Depository Library“ für die Reports der United States Atomic Energy Commission (United States Department of Energy) und für die Microfiche-Sammlung des International Nuclear Information System (INIS) sowie regionales Informationszentrum für Veröffentlichungen des International Geosphere-Biosphere Programme (IGBP).

## Bestand
Rund 1,5 Mio. bibliografische Einheiten, 350.000 Buch- und Zeitschriftenbände, Dissertationen und dgl., ca. 1 Mio. sonstige Informationsträger (AV-Medien wie Bild- und Tonträger, Mikrofilme, Mikrofiches etc.), 2.914 Zeitschriftentitel (Stand: 31. Dezember 2006), davon 322 laufend gehaltene Zeitschriften (Stand: 31. Dezember 2006)